# Ann Lindell
Ann Lindell är en litterär figur i Kjell Erikssons kriminalromaner. Eriksson har skrivit elva romaner med Ann Lindell som huvudperson. Berättelserna utspelar sig i Uppsala med omnejd.
- 1999 – Den upplysta stigen
- 2000 – Jorden må rämna
- 2001 – Stenkistan
- 2002 – Prinsessan av Burundi
- 2003 – Nattskärran
- 2004 – Nattens grymma stjärnor
- 2005 – Mannen från bergen
- 2007 – Den hand som skälver
- 2008 – Svarta lögner, rött blod
- 2009 – Öppen grav
- 2019 – Den skrattande hazaren
- 2020 – Dödsuret
- 2021 – Ett dödligt tillstånd

## Persongalleri
- Edvard - Lindells särbo.
- Lundkvist - Lindells kollega.
- Allan Fredriksson - Lindells kollega.
- Sammy Nilsson - Lindells kollega.
- Sixten Wende - Lindells kollega.
- Ola Haver - Lindells kollega.
- Forsman - Lindells kollega.
- Svensson - Lindells kollega.
- Riis - Lindells kollega.
- Lundin - Lindells kollega.
- Beatrice Andersson - Lindells kollega.
- Gösta Norrman - Lindells kollega.
- Karl-Erik Berglund -
- Ottosson - chef för våldsroteln.
- Aronsson - chef för kriminalavdelningen.
- Munke - Ordningspolis.
- Liselotte Rask -